# 서금천
서금천(1981년 8월 3일 ~ )은 대한민국의 전 개그맨이다. 그는 2010년 SBS 웃음을 찾는 사람들에 데뷔하였다.

## 출연 작품
- 개그스타 (KBS)
- 개그투나잇 (SBS)
  - 대한민국 1%
  - 왜 그래?
- 웃찾사 (SBS)
  - 김대박 (2010) - 김대박 역
  - 말로 합시다 (2013.11.22 ~ 2014.01.24)
  - 짜이호 (2014.05.23 ~ 2014.08.22) - 짜이호 역
  - 부장아재 (2016.06.03 ~ 2016.10.12) - 서부장 역